# Grand Prix Formule 1 van Australië 1989
De Grand Prix Formule 1 van Australië 1989 werd gehouden op 5 november 1989 in Adelaide.

## Uitslag
| Positie | Nummer | Rijder                | Team                  | Ronden | Tijd/Opgave         | Startplaats | Punten |
| ------- | ------ | --------------------- | --------------------- | ------ | ------------------- | ----------- | ------ |
| 1       | 5      | Thierry Boutsen       | Williams-Renault      | 70     | 2:00:17.421         | 5           | 9      |
| 2       | 19     | Alessandro Nannini    | Benetton-Ford         | 70     | + 28.658            | 4           | 6      |
| 3       | 6      | Riccardo Patrese      | Williams-Renault      | 70     | + 37.683            | 6           | 4      |
| 4       | 12     | Satoru Nakajima       | Lotus-Judd            | 70     | + 42.331            | 23          | 3      |
| 5       | 20     | Emanuele Pirro        | Benetton-Ford         | 68     | + 2 Rondes          | 13          | 2      |
| 6       | 23     | Pierluigi Martini     | Minardi-Ford          | 67     | + 3 Rondes          | 3           | 1      |
| 7       | 15     | Maurício Gugelmin     | March-Judd            | 66     | + 4 Rondes          | 25          |        |
| 8       | 8      | Stefano Modena        | Brabham-Judd          | 64     | + 6 Rondes          | 8           |        |
| NF      | 10     | Eddie Cheever         | Arrows-Ford           | 42     | Spin                | 22          |        |
| NF      | 37     | Jyrki Järvilehto      | Onyx-Ford             | 27     | Elektrisch probleem | 17          |        |
| NF      | 26     | Olivier Grouillard    | Ligier-Ford           | 22     | Spin                | 24          |        |
| NF      | 11     | Nelson Piquet         | Lotus-Judd            | 19     | Botsing             | 18          |        |
| NF      | 18     | Piercarlo Ghinzani    | Osella-Ford           | 18     | Botsing             | 21          |        |
| NF      | 27     | Nigel Mansell         | Ferrari               | 17     | Spin                | 7           |        |
| NF      | 1      | Ayrton Senna          | McLaren-Honda         | 13     | Botsing             | 1           |        |
| NF      | 21     | Alex Caffi            | Dallara-Ford          | 13     | Spin                | 10          |        |
| NF      | 16     | Ivan Capelli          | March-Judd            | 13     | Radiator            | 16          |        |
| NF      | 22     | Andrea de Cesaris     | Dallara-Ford          | 12     | Spin                | 9           |        |
| NF      | 7      | Martin Brundle        | Brabham-Judd          | 12     | Botsing             | 12          |        |
| NF      | 9      | Derek Warwick         | Arrows-Ford           | 7      | Spin                | 20          |        |
| NF      | 30     | Philippe Alliot       | Larrousse-Lamborghini | 6      | Botsing             | 19          |        |
| NF      | 28     | Gerhard Berger        | Ferrari               | 6      | Botsing             | 14          |        |
| NF      | 4      | Jean Alesi            | Tyrrell-Ford          | 5      | Elektrisch probleem | 15          |        |
| NF      | 25     | René Arnoux           | Ligier-Ford           | 4      | Botsing             | 26          |        |
| NF      | 2      | Alain Prost           | McLaren-Honda         | 0      | Withdrew            | 2           |        |
| NF      | 17     | Nicola Larini         | Osella-Ford           | 0      | Elektrisch probleem | 11          |        |
| NQ      | 3      | Jonathan Palmer       | Tyrrell-Ford          |        |                     |             |        |
| NQ      | 24     | Luis Perez-Sala       | Minardi-Ford          |        |                     |             |        |
| NQ      | 39     | Bertrand Gachot       | Rial-Ford             |        |                     |             |        |
| NQ      | 38     | Pierre-Henri Raphanel | Rial-Ford             |        |                     |             |        |
| PQ      | 36     | Stefan Johansson      | Onyx-Ford             |        |                     |             |        |
| PQ      | 29     | Michele Alboreto      | Larrousse-Lamborghini |        |                     |             |        |
| PQ      | 34     | Bernd Schneider       | Zakspeed-Yamaha       |        |                     |             |        |
| PQ      | 31     | Roberto Moreno        | Coloni-Ford           |        |                     |             |        |
| PQ      | 33     | Oscar Larrauri        | EuroBrun-Judd         |        |                     |             |        |
| PQ      | 35     | Aguri Suzuki          | Zakspeed-Yamaha       |        |                     |             |        |
| PQ      | 41     | Yannick Dalmas        | AGS-Ford              |        |                     |             |        |
| PQ      | 40     | Gabriele Tarquini     | AGS-Ford              |        |                     |             |        |
| PQ      | 32     | Enrico Bertaggia      | Coloni-Ford           |        |                     |             |        |

## Statistieken
| Pole-position | Ayrton Senna    | McLaren-Honda | 1:16.665 |
| Snelste ronde | Satoru Nakajima | Lotus-Judd    | 1:38.480 |

## Noot
- Dit was de eerste snelste ronde voor Satoru Nakajima en voor een Japanse coureur.
- Tiende Grand Prix-winst voor een Belgische coureur.
- Derde wereldtitel voor Alain Prost en voor een Franse coureur. Prost had nu het FIA Formule 1 Wereldkampioenschap driemaal gewonnen en evenaarde hiermee Juan Manuel Fangio (1955), Jack Brabham (1966), Jackie Stewart (1973), Niki Lauda (1984) en Nelson Piquet (1987).

1949 · 1985 · 1986 · 1987 · 1988 · 1989 · 1990 · 1991 · 1992 · 1993 · 1994 · 1995 · 1996 · 1997 · 1998 · 1999 · 2000 · 2001 · 2002 · 2003 · 2004 · 2005 · 2006 · 2007 · 2008 · 2009 · 2010 · 2011 · 2012 · 2013 · 2014 · 2015 · 2016 · 2017 · 2018 · 2019 · 2020 · 2021 · 2022 · 2023 · 2024 · 2025